# 다이라노 도키타다
다이라노 도키타다(일본어: 平時忠, 1130년 ~ 1189년 3월 12일)는 헤이안 시대 말기의 공가이다. 간무 헤이시 다카무네류 즉, 당상 헤이시 출신이다. 부친은 다이라노 도키노부이다. 헤이케 집권(헤이시 정권) 당시에 헤이케가 아니면 사람이 아니다(平家にあらずんば人にあらず)라는 명언을 남겼으며 헤이케가 멸족한 이후에도 도키타다는 살아남았다.